# 王鎮 (鑲紅旗)
王鎮（？—？），镶红旗人，清朝政治人物。监生出身。
康熙四十七年（1708年），擔任清朝廣州府南海縣知縣。后由江之炜接任。